# Joe English (peintre)
Pour les articles homonymes, voir English et Joe English.
Joseph Alphonse Marie (Joe) English, né à Bruges le 5 août 1882 et mort à Vinkem le 31 août 1918 , est un dessinateur et peintre flamand.

## Biographie
Joe English est le fils de Henry English, né dans la ville irlandaise de Waterford en 1853 et mort à Adegem en 1918, et de Marie Dinnewet, née à Bruges en 1858 et morte en 1905.
Joe prend la nationalité belge et travaille en étroite collaboration avec Julien De Vriendt à Anvers, alors un centre important du mouvement flamand. En 1907, il reçoit le prix Godecharle. Il se marie avec la musicienne anversoise Lisa Goedemé (1876-1926), avec qui il a deux enfants, Raf et Godelieve.

## Guerre
En 1914, il est mobilisé. Dès la fin de 1915, incorporé dans la Section artistique de l'armée belge en campagne, il travaille en tant qu'artiste peintre à Furnes, où il est un soldat de front éminent. Il conçoit les pierres tombales typiques des soldats flamands, morts pendant la Première Guerre mondiale.
Il meurt à 36 ans à l'hôpital militaire L'Océan à Vinkem, d’une appendicite non traitée, dans la nuit du 31 août 1918.
Il est enterré au cimetière militaire belge à Steenkerke. Le tout premier pèlerinage à l'Yser a lieu en 1920 autour de sa sépulture. En 1930, son corps est transféré dans la crypte de la Tour de l'Yser.
Avec l'aide de son ami Sam De Vriendt, un certain nombre de ses peintures à l'huile et aquarelles, représentant Furnes pendant la guerre, trouvent une salle d'exposition permanente en l’hôtel de ville de Furnes.

## Sources
- (nl + en) « Joe English » Site wo1.be sur la Grande Guerre en Flandre